# Royal Geographical Society
Royal Geographical Society er Storbritanniens geografiske selskab. Det blev grundlagt i 1830 under navnet Geographical Society of London for the advancement of geographical science. Selskabets første ejer var kong William IV, og flere andre geografiske selskaber, som Association for Promoting the Discovery of the Interior Parts of Africa', Raleigh Club og Palestine Association. 

## Eksterne links
- Wikimedia Commons har flere filer relateret til Royal Geographical Society
- Royal Geographical Society
- Royal Geographical Society Picture Library

51°30′05″N 0°10′31″V / 51.5013°N 0.1754°V